# Пласентія
Пласентія (англ. Placentia) — містечко в Канаді, у провінції Ньюфаундленд і Лабрадор. У 1662-1713 роках тут містилася французька колонія Плезанс (Plaisance).

## Населення
За даними перепису 2016 року, містечко нараховувало 3496 осіб, показавши скорочення на 4,0%, порівняно з 2011-м роком. Середня густина населення становила 60,2 осіб/км².
З офіційних мов обидвома одночасно володіли 50 жителів, тільки англійською — 3 360. Усього 25 осіб вважали рідною мовою не одну з офіційних.
Працездатне населення становило 56% усього населення, рівень безробіття — 18,3% (16,3% серед чоловіків та 20% серед жінок). 91,9% осіб були найманими працівниками, а 5,4% — самозайнятими.
Середній дохід на особу становив $42 985 (медіана $30 795), при цьому для чоловіків — $54 110, а для жінок $32 251 (медіани — $41 440 та $24 928 відповідно).
24,3% мешканців мали закінчену шкільну освіту, не мали закінченої шкільної освіти — 22,3%, 53,2% мали післяшкільну освіту, з яких 16,7% мали диплом бакалавра, або вищий.
| Статево-вікова структура населення | Статево-вікова структура населення | Статево-вікова структура населення | Статево-вікова структура населення | Статево-вікова структура населення |
| ---------------------------------- | ---------------------------------- | ---------------------------------- | ---------------------------------- | ---------------------------------- |
|                                    |                                    |                                    |                                    |                                    |
| Всього                             | Всього                             | 49,4%50,6%                         |                                    |                                    |
| 0 — 14 років                       | 0 — 14 років                       |                                    | 11,6%                              | 11,6%                              |
| 15 — 64 років                      | 15 — 64 років                      |                                    | 62,2%                              | 62,2%                              |
| 65 і більше                        | 65 і більше                        |                                    | 26,2%                              | 26,2%                              |
| 85 і більше                        | 85 і більше                        |                                    | 2,9%                               | 2,9%                               |
| 100 і більше                       | 100 і більше                       |                                    | 0,1%                               | 0,1%                               |
| Середній вік (років)               | Середній вік (років)               | 46,749,8                           | 48,3                               | 48,3                               |
| Медіана (років)                    | Медіана (років)                    | 52,054,1                           | 53,3                               | 53,3                               |
| — чоловіки — жінки                 |                                    |                                    |                                    |                                    |

| Походження мешканців:     | Походження мешканців:     | Походження мешканців: | Походження мешканців: | Походження мешканців: |
| ------------------------- | ------------------------- | --------------------- | --------------------- | --------------------- |
| Походження                |                           |                       | осіб                  | %                     |
| Корінні американці        | Корінні американці        |                       | 115                   | 3.41%                 |
| Інше північноамериканське | Інше північноамериканське |                       | 2 005                 | 59.41%                |
| Європейське               | Європейське               |                       | 1 855                 | 54.96%                |
| британське                | британське                |                       | 1 840                 | 54.52%                |
| французьке                | французьке                |                       | 95                    | 2.81%                 |
| українське                | українське                |                       | 10                    | 0.3%                  |
| Африканське               | Африканське               |                       | 30                    | 0.89%                 |
| Азійське                  | Азійське                  |                       | 45                    | 1.33%                 |

| Зайнятість населення за галузями (за класифікацією NOC): | Зайнятість населення за галузями (за класифікацією NOC): | Зайнятість населення за галузями (за класифікацією NOC): | Зайнятість населення за галузями (за класифікацією NOC): | Зайнятість населення за галузями (за класифікацією NOC): |
| -------------------------------------------------------- | -------------------------------------------------------- | -------------------------------------------------------- | -------------------------------------------------------- | -------------------------------------------------------- |
|                                                          |                                                          |                                                          |                                                          |                                                          |
| Управління                                               | Управління                                               |                                                          | 8,3%                                                     | 8,3%                                                     |
| Бізнес, фінанси та адміністрування                       | Бізнес, фінанси та адміністрування                       |                                                          | 10,8%                                                    | 10,8%                                                    |
| Природничі та прикладні науки                            | Природничі та прикладні науки                            |                                                          | 4,3%                                                     | 4,3%                                                     |
| Охорона здоров'я                                         | Охорона здоров'я                                         |                                                          | 7,4%                                                     | 7,4%                                                     |
| Освіта, правозахист, муніципальні та урядові служби      | Освіта, правозахист, муніципальні та урядові служби      |                                                          | 10,2%                                                    | 10,2%                                                    |
| Мистецтво, культура, відпочинок та спорт                 | Мистецтво, культура, відпочинок та спорт                 |                                                          | 1,2%                                                     | 1,2%                                                     |
| Роздрібна торгівля та послуги                            | Роздрібна торгівля та послуги                            |                                                          | 21,2%                                                    | 21,2%                                                    |
| Гуртова торгівля, транспорт та обладнання                | Гуртова торгівля, транспорт та обладнання                |                                                          | 27,4%                                                    | 27,4%                                                    |
| Природні ресурси, сільське господарство                  | Природні ресурси, сільське господарство                  |                                                          | 5,2%                                                     | 5,2%                                                     |
| Виробництво                                              | Виробництво                                              |                                                          | 4%                                                       | 4%                                                       |

## Клімат
Середня річна температура становить 5,1°C, середня максимальна – 18,6°C, а середня мінімальна – -8,5°C. Середня річна кількість опадів – 1 334 мм.
| Клімат поселення                              | Клімат поселення | Клімат поселення | Клімат поселення | Клімат поселення | Клімат поселення | Клімат поселення | Клімат поселення | Клімат поселення | Клімат поселення | Клімат поселення | Клімат поселення | Клімат поселення | Клімат поселення |
| Показник                                      | Січ.             | Лют.             | Бер.             | Квіт.            | Трав.            | Черв.            | Лип.             | Серп.            | Вер.             | Жовт.            | Лист.            | Груд.            |                  |
| Середній максимум, °C                         | 0,55             | −0,13            | 2,26             | 6,26             | 10,01            | 14,08            | 17,09            | 18,62            | 15,61            | 11,03            | 6,72             | 2,47             |                  |
| Середня температура, °C                       | −3,62            | −4,29            | −1,9             | 2,11             | 5,87             | 9,91             | 13,99            | 15,52            | 12,50            | 7,91             | 3,59             | −0,63            |                  |
| Середній мінімум, °C                          | −7,78            | −8,45            | −6,05            | −2,04            | 1,70             | 5,76             | 10,87            | 12,40            | 9,39             | 4,80             | 0,48             | −3,75            |                  |
| Норма опадів, мм                              | 120              | 112              | 109              | 90               | 91               | 106              | 102              | 107              | 119              | 138              | 124              | 116              |                  |
| Середньомісячна швидкість вітру, м/с          | 8.36             | 7.59             | 7.16             | 6.47             | 5.65             | 5.25             | 5.06             | 5.18             | 5.78             | 6.66             | 7.39             | 8.04             |                  |
| Середньомісячна сонячна радіація, кДж/м²·день | 3951             | 6737             | 10864            | 14082            | 17286            | 19145            | 18856            | 16170            | 12228            | 7375             | 4180             | 3089             |                  |
| --------------------------------------------- | ---------------- | ---------------- | ---------------- | ---------------- | ---------------- | ---------------- | ---------------- | ---------------- | ---------------- | ---------------- | ---------------- | ---------------- | ---------------- |
| Джерело:                                      |                  |                  |                  |                  |                  |                  |                  |                  |                  |                  |                  |                  |                  |